# Kanelsyre
Kanelsyre (med formlen C6H5CHCHCOOH) er en hvid krystallinsk carboxylsyre, som er delvist opløselig i vand. Dens smeltepunkt og kogepunkt er henholdsvis 133 °C og 300 °C.
Syren udvindes fra kanelolie eller fra balsammer såsom storax. Den findes også i bassiasmør eller kan fremstilles syntetisk.
Kanelsyre bruges som smagsstof, syntetisk indigo og visse medikamenter, selvom dens primære brug er i fremstillingen af methyl-, ethyl- og benzylestre i parfumeindustrien.